# Dendrobium stellare
Dendrobium stellare là một loài thực vật có hoa trong họ Lan. Loài này được Dauncey mô tả khoa học đầu tiên năm 2003.